# アビアタル・アベリーノ
アビアタル・アベリーノ（Abiatal Avelino, 1995年2月14日 - ）は、ドミニカ共和国サン・ペドロ・デ・マコリス州サンペドロ・デ・マコリス出身のプロ野球選手（内野手）。右投右打。アメリカ独立リーグ・アトランティックリーグのレキシントン・カウンター・クロックス所属。

## 経歴

### プロ入りとヤンキース傘下時代
2011年12月26日にニューヨーク・ヤンキースとマイナー契約を結んだ。
2012年に傘下のルーキー級ドミニカン・サマーリーグ・ヤンキース1でプロデビュー。57試合に出場して打率.302、1本塁打、25打点、20盗塁を記録した。
2013年はルーキー級ガルフ・コーストリーグ・ヤンキースとA-級スタテンアイランド・ヤンキースでプレー。A-級スタテンアイランドでは17試合に出場して打率.243、6打点、2盗塁を記録した。
2014年はルーキー級ガルフ・コーストリーグ・ヤンキースとA級チャールストン・リバードッグスでプレー。A級チャールストンでは53試合に出場し、打率.232、2本塁打、12打点、11盗塁を記録した。
2015年はA級チャールストンで20試合に出場後、5月にA+級タンパ・ヤンキースへ昇格。A+級タンパでは103試合に出場して打率.252、4本塁打、23打点、38盗塁を記録した。
2016年はA+級タンパで93試合に出場後、7月にAA級トレントン・サンダーへ昇格した。AA級トレントンでは33試合に出場して打率.244、14打点、1盗塁を記録した。
2017年はA+級タンパ、AA級トレントン、AAA級スクラントン・ウィルクスバリ・レイルライダースでプレー。AAA級スクラントン・ウィルクスバリでは打率.213、6打点、3盗塁を記録した。
2018年はAA級トレントンとAAA級スクラントン・ウィルクスバリでプレー。AAA級では74試合に出場して打率.252、5本塁打、38打点、10盗塁を記録した。

### ジャイアンツ時代
2018年8月31日にアンドリュー・マカッチェンとのトレードで、フアン・デポーラと共にサンフランシスコ・ジャイアンツへ移籍した。9月4日にジャイアンツとメジャー契約を結んでアクティブ・ロースター入りした。9月8日のミルウォーキー・ブルワーズ戦でメジャーデビュー。「7番・遊撃手」として先発起用されたが、2打数無安打2三振に終わった。この年メジャーでは6試合に出場して打率.273を記録した。
2020年8月9日にDFAとなり、16日にマイナー契約となった。9月7日に自由契約となった。

### カブス傘下時代
2020年11月20日にシカゴ・カブスとマイナー契約を結んだ。
2021年はAAA級アイオワ・カブスで106試合に出場し、打率.266、6本塁打、48打点を記録したが、メジャー昇格の機会はなく、オフの11月7日にFAとなった。

### ドジャース傘下時代
2022年6月8日にロサンゼルス・ドジャースとマイナー契約を結んだ。AA級タルサ・ドリラーズで60試合に出場し、打率.230、7本塁打、26打点、9盗塁を記録したが、オフの11月10日にFAとなった。

### 独立リーグ時代
2023年3月14日のアトランティックリーグのレキシントン・カウンター・クロックスと契約した。

## 詳細情報

### 年度別打撃成績
| 年 度    | 球 団    | 試 合 | 打 席 | 打 数 | 得 点 | 安 打 | 二 塁 打 | 三 塁 打 | 本 塁 打 | 塁 打 | 打 点 | 盗 塁 | 盗 塁 死 | 犠 打 | 犠 飛 | 四 球 | 敬 遠 | 死 球 | 三 振 | 併 殺 打 | 打 率 | 出 塁 率 | 長 打 率 | O P S |
| -------- | -------- | ----- | ----- | ----- | ----- | ----- | -------- | -------- | -------- | ----- | ----- | ----- | -------- | ----- | ----- | ----- | ----- | ----- | ----- | -------- | ----- | -------- | -------- | ----- |
| 2018     | SF       | 6     | 11    | 11    | 1     | 3     | 0        | 0        | 0        | 3     | 0     | 0     | 0        | 0     | 0     | 0     | 0     | 0     | 3     | 0        | .273  | .273     | .273     | .545  |
| 2019     | SF       | 4     | 8     | 7     | 0     | 2     | 0        | 0        | 0        | 2     | 1     | 0     | 0        | 0     | 0     | 1     | 0     | 0     | 3     | 0        | .286  | .375     | .286     | .661  |
| MLB：2年 | MLB：2年 | 10    | 19    | 18    | 1     | 5     | 0        | 0        | 0        | 5     | 1     | 0     | 0        | 0     | 0     | 1     | 0     | 0     | 6     | 0        | .278  | .316     | .278     | .594  |

- 2020年度シーズン終了時

### 年度別守備成績
内野守備
| 年 度 | 球 団 | 二塁（2B） | 二塁（2B） | 二塁（2B） | 二塁（2B） | 二塁（2B） | 二塁（2B） | 遊撃（SS） | 遊撃（SS） | 遊撃（SS） | 遊撃（SS） | 遊撃（SS） | 遊撃（SS） |
| 年 度 | 球 団 | 試 合      | 刺 殺      | 補 殺      | 失 策      | 併 殺      | 守 備 率   | 試 合      | 刺 殺      | 補 殺      | 失 策      | 併 殺      | 守 備 率   |
| ----- | ----- | ---------- | ---------- | ---------- | ---------- | ---------- | ---------- | ---------- | ---------- | ---------- | ---------- | ---------- | ---------- |
| 2018  | SF    | 1          | 3          | 2          | 1          | 1          | .833       | 3          | 3          | 6          | 0          | 0          | 1.000      |
| 2019  | SF    | -          | -          | -          | -          | -          | -          | 1          | 2          | 3          | 0          | 1          | 1.000      |
| MLB   | MLB   | 1          | 3          | 2          | 1          | 1          | .833       | 4          | 5          | 9          | 0          | 1          | 1.000      |

左翼守備
| 年 度 | 球 団 | 左翼（LF） | 左翼（LF） | 左翼（LF） | 左翼（LF） | 左翼（LF） | 左翼（LF） |
| 年 度 | 球 団 | 試 合      | 刺 殺      | 補 殺      | 失 策      | 併 殺      | 守 備 率   |
| ----- | ----- | ---------- | ---------- | ---------- | ---------- | ---------- | ---------- |
| 2019  | SF    | 1          | 1          | 0          | 0          | 0          | 1.000      |
| MLB   | MLB   | 1          | 1          | 0          | 0          | 0          | 1.000      |

- 2020年度シーズン終了時

### 背番号
- 46（2018年）
- 2（2019年）